# Centre Premier Tech
 (août 2025).
Motif : Où sont les sources secondaires centrées démontrant l'admissibilité au regard de WP:CAAN?
- Archive Wikiwix
- Bing
- Cairn
- DuckDuckGo
- E. Universalis
- Gallica
- Google
- G. Books
- G. News
- G. Scholar
- Persée
- Qwant
- (zh) Baidu
- (ru) Yandex
- (wd) trouver des œuvres sur Wikidata

| 1. | Préciser le motif de la pose du bandeau. | Précisez le motif de la pose du bandeau en utilisant la syntaxe suivante : {{admissibilité à vérifier\|date=août 2025\|motif=remplacez ce texte par le motif}}                           |
| 2. | Informer les utilisateurs concernés.     | Pensez à avertir le créateur de l'article, par exemple, en insérant le code ci-dessous sur sa page de discussion : {{subst:avertissement admissibilité à vérifier\|Centre Premier Tech}} |

Le Centre Premier Tech, situé à Rivière-du-Loup, Québec, est le deuxième plus grand amphithéâtre au Bas-Saint-Laurent après celui du Colisée de Rimouski. Il accueille régulièrement plusieurs événements sportifs et culturels: des parties de hockey, des compétitions de patinage de vitesse et de patinage artistique ainsi que des spectacles. Il a été conçu selon des critères de vision des spectateurs, critères acoustiques, d'économie d'énergie et de confort. La structure du centre est faite d'acier et les gradins en béton armé.
Parmi les concepts environnementaux et d'économie d'énergie, on retrouve : chauffage par la géothermie, l’utilisation d’une toile réfléchissante au plafond, un isolant rigide sans CFC, des urinoirs fonctionnant sans apport d’eau et la réutilisation des eaux de refroidissement.
En 2004, le Centre a reçu le Prix d'excellence de la construction en acier de l'Institut canadien de la construction en acier.
Situé tout près du vétuste Stade de la Cité des jeunes qui est toujours opérationnel, il est l'un des plus récents arénas fraîchement construits au Québec.
Le centre doit son nom à la société Premier Tech Aqua, un acteur franco-québécois de l'assainissement, fondé en 1978 à la suite de la fusion de Premier Peat Moss et de Tourbières du Saint-Laurent.

## Événements culturels importants
- 2 juillet 2010 : Louis-José Houde[6]
- 21 mai 2010 : Marie-Élaine Thibert[7]
- 1er mai 2010 : Éric Lapointe[8]
- 21 août 2009 : Marie-Mai [9]
- 1er juillet 2009 : The Lost Fingers[10]
- 15 août 2008 : Sylvain Cossette[11]
- 20 décembre 2007 : Éric Lapointe[12]
- 16 mars 2007 : Gregory Charles[13]
- 21 mai 2006 : Star Académie

## Stade de la cité des jeunes

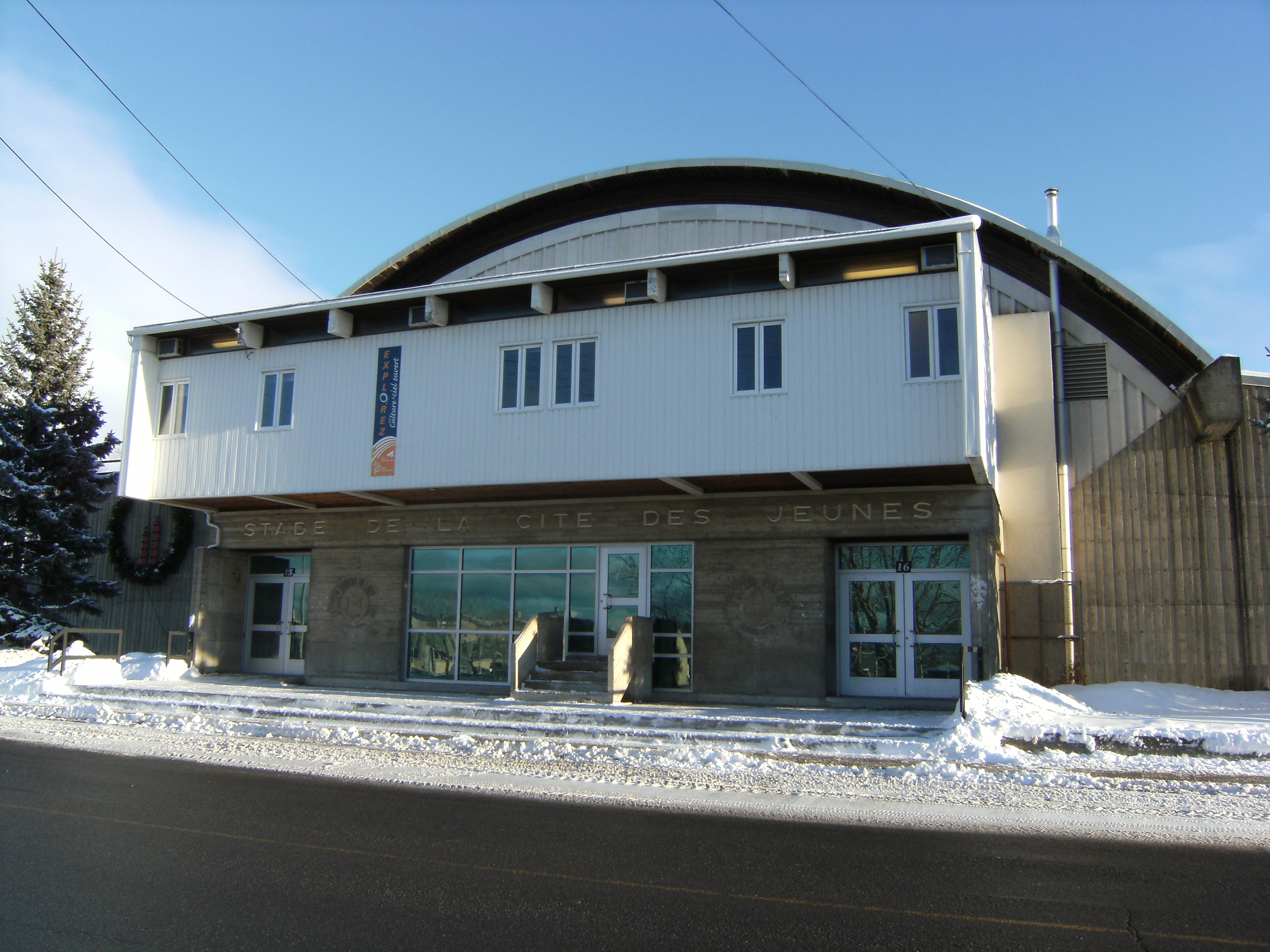
Stade de la Cité des jeunes

On peut aussi considérer le Centre Premier Tech comme un complexe de deux glaces: la glace Premier Tech et la glace du Stade de la Cité des jeunes. Cette dernière inaugurée dans les années 1960 est en fait l'ancien aréna de la ville, le Stade de la cité des jeunes.